# Stiles (Wisconsin)
Stiles es un municipio del condado de Oconto, Wisconsin, Estados Unidos. Tiene una población estimada, a mediados de 2022, de 1552 habitantes.

## Geografía
El municipio está ubicado en las coordenadas 44°53′36″N 88°3′57″O / 44.89333, -88.06583. Según la Oficina del Censo de los Estados Unidos, tiene una superficie total de 91.2 km², de los cuales 89.1 km² corresponden a tierra firme y 2.1 km² están cubiertos de agua.

## Demografía
Según el censo de 2020, en ese momento había 1518 personas residiendo en la zona. La densidad de población era de 17.0 hab./km². El 94.80% de los habitantes eran blancos, el 0.13% eran afroamericanos, el 1.38% eran amerindios, el 0.07% era de otra raza y el 3.62% eran de una mezcla de razas. Del total de la población, el 1.91% eran hispanos o latinos de cualquier raza.